# Jordi Pujol
Jordi Pujol i Soley (uttal: /ˈʒɔrði puˈʒɔɫ i suˈɫɛj/), född 9 juni 1930 i Barcelona, är en spansk (katalansk) före detta politiker. Han var mellan 1974 och 2003 ledare för partiet Convergència Democràtica de Catalunya (CDC) och president för Generalitat de Catalunya 1980 till 2003. Under många år var han en av centralgestalterna inom den katalansk politiska uppväckelsen efter Francodiktaturens slut. 2014 avslöjades att han undanhållit stora penningsummor från spansk beskattning, och både han och hans familj har därefter blivit föremål för undersökningar om skatteflykt och korruption.
Pujols politiska aktivitet inleddes i början av 1960-talet, då han bland annat satt 2 1/2 år i fängelse efter brott mot Francodiktaturens antikatalanska lagstiftning. Vid sidan om sin politiska verksamhet har Pujol en bakgrund som läkare och medicinforskare. Han uppfann bland annat den bakteriedödande salvan Neobactrin.

## Biografi

### Bakgrund
Pujol föddes i Barcelona, studerade vid den tyska skolan i Barcelona och läste till medicine doktor vid universitetet i Barcelona. Under sina år som student var han medlem i olika grupperingar som siktade på att återskapa det ideala Katalonien som inbördeskriget och Francos diktatur hade underminerat. Bland dessa fanns Grup Torras i Bages, Comissió Abat Oliva, Grup Pere Figuera och Cofradia de la Mare de Déu de Montserrat de Virtèlia.
I samband med en hyllning 1960 till den katalanske poeten Joan Maragall, i Palau de la Música Catalana, sjöng delar av publiken "Cant de la Senyera" ('Sång till flaggan'). Denna katalanska hymn var vid den här tiden förbjuden, och Jordi Pujol – som var en av arrangörerna av evenemanget –  arresterades för trots mot Francos regim. Han dömdes därefter till sju års fängelse för organiserad opposition. Pujol behövde dock bara avtjäna två och ett halvt år av domen, och när han släpptes började han omgående med nya protestaktioner under ledordet "bygga ett land". Detta syftade till att väcka katalanernas nationalkänsla och skapa de nödvändiga kulturella och finansiella institutionerna för att kunna utveckla Katalonien.

### Neobactrin-salvan
I sin roll som medicinare uppfann Pujol den bakteriedödande salvan Neobactrin, medan han arbeta på familjelaboratoriet Fides Cuatrecasas. Den här salvan nådde stor spridning och används än idag.

### Politisk karriär
Pujol övergick på allvar till ett liv som politiker, när han 1974 grundade partiet  Convergència Democràtica de Catalunya (CDC) (svenska: 'Kataloniens demokratiska närmande'). Han blev också dess första partisekreterare. Partiet blev inte lagligt förrän 1977, i samband med Spaniens övergång till demokrati efter Francos död november 1975.
Perioden 1977 till 1980 var Pujol minister utan portfölj i den provisoriska katalanska regionregeringen, vilken leddes av Josep Tarradellas. 1977 ledde han Pacte Democràtic per Catalunya, en koalition av katalanska partier som försökte driva igenom regionalt självstyre för Katalonien. Vid Spaniens allmänna val samma år valdes han in i andra kammaren i parlamentet, som representant för Barcelonadistriktet. Pujol återvaldes två år senare men avsade sig 1980 sin parlamentspost.
20 mars 1980 ägde de första allmänna valen till Kataloniens parlament efter Francos död rum. Det katalanskt nationalistiska Convergència i Unió (en koalition mellan CDC och Unió Democràtica de Catalunya blev största parti, och Jordi Pujol valdes 24 april 1980 till president/ordförande i regionalstyret – Generalitat de Catalunya. Därefter återvaldes han till sin post 1984, 1988, 1992, 1995 och 1999.
Pujol är en varm anhängare av europeisk integration. 1985 inledde han ett samarbete med Edgar Faure i Rådet för Regionernas Europa, vilket senare kom att utvecklas till Assembly of European Regions (AER). Pujol var ordförande för AER åren 1992–96.
Pujol gick 2003 i pension, efter 23 år som Kataloniens regionpresident. Han lämnade över ordförandeskapet i partiet (CDC) till Artur Mas. Samma år donerade Pujol också sitt "presidentbibliotek" – mer än 16 000 dokument införskaffade under hans tid som regionpresident – till Kataloniens nationalbibliotek.

### Familj
Jordi Pujol gifte sig 1956 med Marta Ferrusola, i klosterkyrkan Santa Maria de Montserrat. Paret har sju barn.

## Pujol och katalansk nationalism
Under Francoregimens sista årtionden och sina 23 år som katalansk regionpresident anslöt sig Jordi Pujol till mittfåran inom katalansk nationalism. Denna siktade, till skillnad från de katalanska självständighetsivrarna, mot ett federaliserat Spanien som (enligt Pujol) borde erkänna Katalonien "som ett land, en kollektiv enhet med dess egen personlighet och olikheter". Dessutom borde Katalonien ges en garanti att dess egen identitet skulle komma att respekteras".

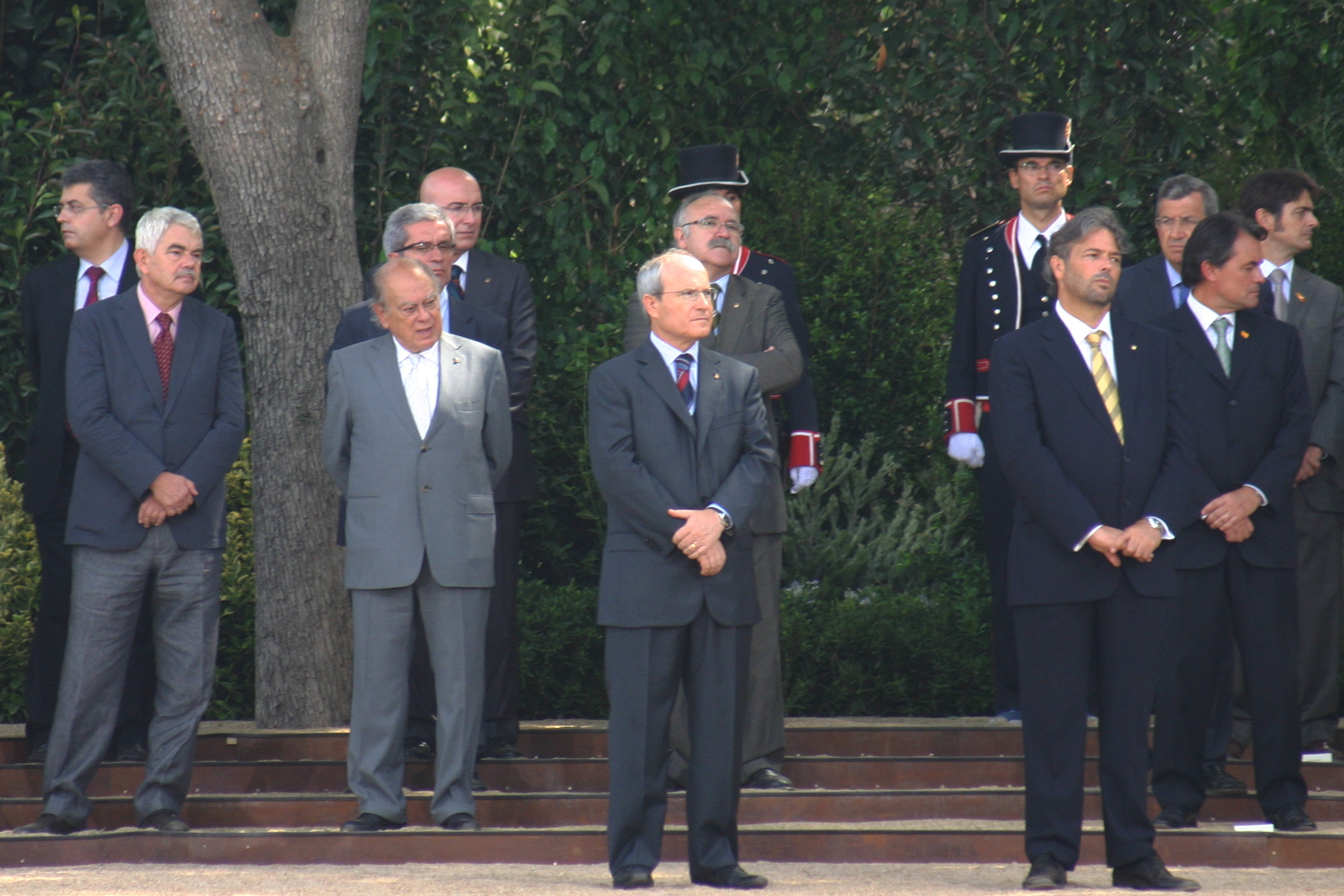
Jordi Pujol var som regionpresident under många år centrum inom katalansk politik. Här syns han (i vit slips) 2008, omgiven av sina två närmaste efterträdare Pasqual Maragall (t.v., president 2003–06) och José Montilla (t.h., president 2006–10).

Spaniens ofta statsbärande Partido Popular erkänner dock vare sig 2006 års katalanska statuter för autonomi (som fördjupat självstyret och infört fler lokala regler) eller det katalanska språkets ställning i östra delen av Aragonien (La Franja). Detta är enligt Pujol del av en våg av "aggression mot Katalonien" som inte varit större sedan Francos dagar, och han har misströstat om möjligheterna att kunna samarbeta med den spanska staten.
Federalisten Pujol har därför på sistone tappat tilltron till den spanska politiska arenan. Han har också sagt att de senaste årens uttalade katalanska separatism (synlig på Kataloniens nationaldag och 2014 års folkomröstning) är "fullt motiverad".

## Korruptionsskandaler
I juli 2014 offentliggjorde Jordi Pujol att han under 34 års tid – inklusive de 23 åren som Kataloniens regionpresident – hade ägt hemliga utländska bankkonton som han ärvt från sin far (Florenci Pujol). I meddelandet bad han om ursäkt för det han gjort och förklarade att miljonerna (nu) blivit deklarerade och skatterna inbetalda. Eftersom även många av hans familjemedlemmar också blev anklagade för diverse oegentligheter – inklusive nepotism, mutor, penningtvätt och statskorruption – slogs det upp stort i de spanska massmedierna. Sönerna Jordi och Oleguer Pujol Ferrusola kom att granskas av skattemyndigheterna. En annan son, Oriol Pujol, trädde tidigare under månaden tillbaka från sin ledande post inom CiU. Som en direkt följd av Jordi Pujols erkännande väckte den spanska domaren Pablo Ruz åtal mot honom och hans maka för penningtvätt och skatteflykt.

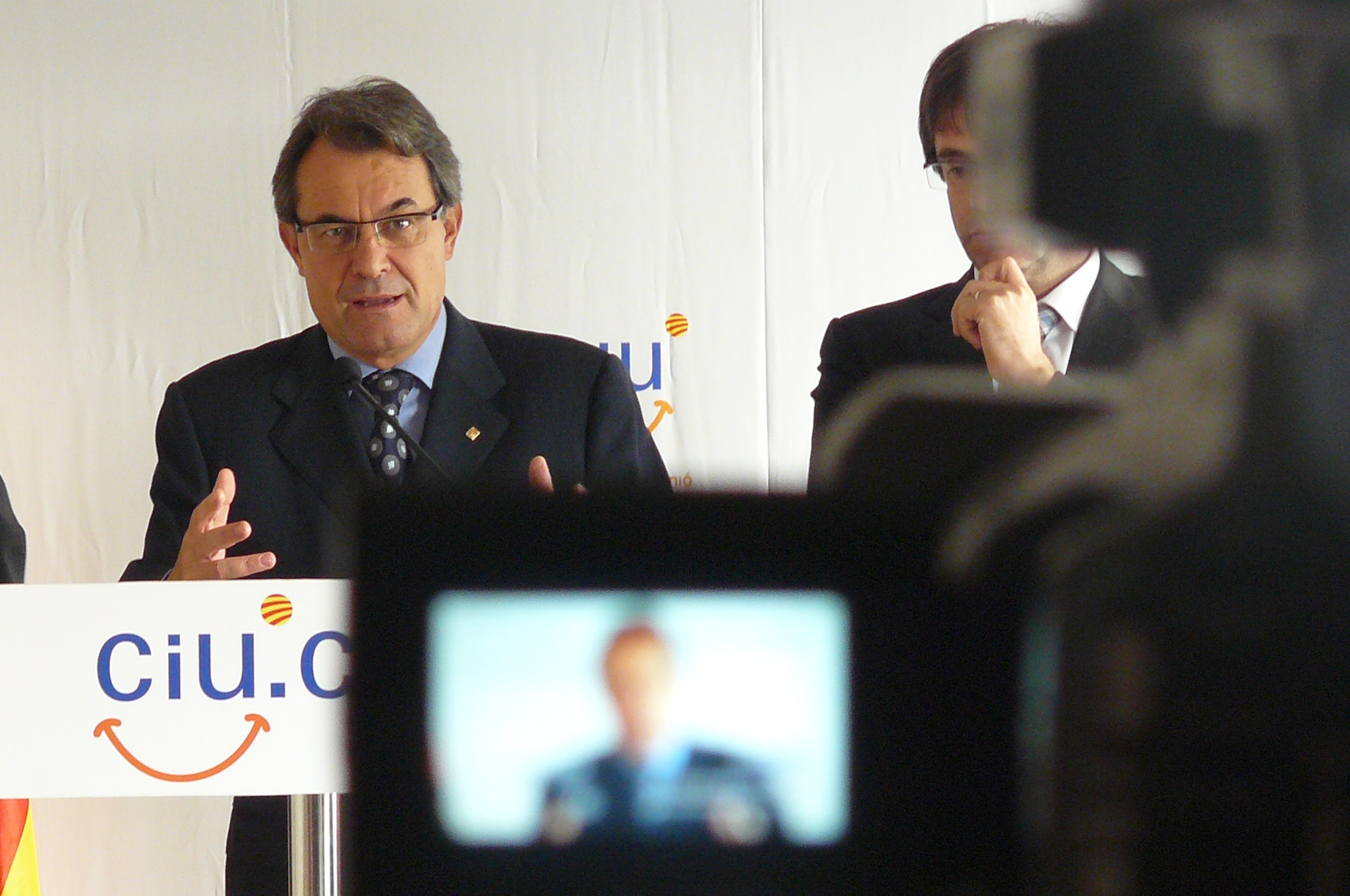
Regionpresident Artur Mas' roll komplicerades i samband med 2014 års skandaler kring föregångaren Jordi Pujol. Bilden är från 2011.

29 juli hade Kataloniens regionpresident Artur Mas ett möte med Pujol. Därefter meddelade Mas att Pujol avsade sig både sin statsrådspension och det ämbete som han tilldelats som före detta regionpresident, liksom hederstiteln som grundare av CDC och CiU. Alla katalanska oppositionspartier begärde att han skulle vittna inför det katalanska parlamentet. CiU:s huvudsakliga stödparti i parlamentet, ERC, sa att de stödde beslutet att ta ifrån Pujol alla hans titlar och förmåner. Det katalanska regionstyret förklarade att det här var en "privat angelägenhet" som inte skulle komma att betyda något i relation till rörelsen för katalansk självständighet och den folkomröstning som planerades till 9 november.
När han utannonserade Pujols frånträde från alla partiposter, sa regionpresident Mas till en början att denne skulle få behålla rätten att titulera sig i enligt med traditionen för katalanska ex-presidenter (inklusive hederstiteln "Molt Honorable" – 'Den Mycket Hedervärde'). Några timmar senare meddelades från partihögkvarteret att Pujol var tvungen att "avsäga sig allt", inkluderat den Kataloniens guldmedalj han fått motta och alla andra hedersutmärkelser som tidigare delats ut.
Katalanska nationalister mottog "Pujols fall" på olika sätt. Hans nära vän Xavier Trias, borgmästare i Barcelona, beklagade sig över det hela i Ràdio Catalunya och sa "Han måste bort… Han svek oss. Det är en katastrof som har ägt rumt. Vi måste lämna Pujol och hans skumma tid bakom oss, nu när vi har framtiden framför oss." Kanske blev Kataloniens regionpresident den som togs mest på sängen av nyheten. Hans reaktion blev en blandning av erkännande och distanserande, där han kallade Pujol för sin "politiske fader" och samtidigt sa att han "inte kände till detaljerna och inte heller var intresserad av att veta". Hur skandalerna kring Pujolfamiljen kommer att inverka på den katalanska självständighetsrörelsen, CiU och Mas' politiska framtid återstod då att se.
Pujol och hans familj blev nu misstänka för att under många år ha tjänat miljoner på hans 23-åriga katalanska presidentskap. 1984 gick den familjeägda Banca Catalana i konkurs och togs över av spanska staten. Hans barn har tjänat en förmögenhet via sina olika företag som ofta gjorde affärer med och erhöll kontrakt från det katalanska regionstyret. Pujols fru och barn har motsvarande tiotals miljoner dollar i investeringar i Mexiko, Panama och Argentina. Kontoutdrag visade att mer än 100 miljoner euro flyttats mellan bankkonton i Andorra, Schweiz, Jersey, Caymanöarna och andra skatteparadis. Kritiker – inklusive sonen Jordi Pujol Ferrusolas före detta flickvän – menar att den mängden pengar inte kunde skapats genom ett släktarv eller framgångsrikt företagande. Ända sedan 1984 års Banca Catalana-konkurs har alla korruptionsanklagelser mot Pujol av hans supportrar förklarats som politiskt motiverade mot själva Katalonien.

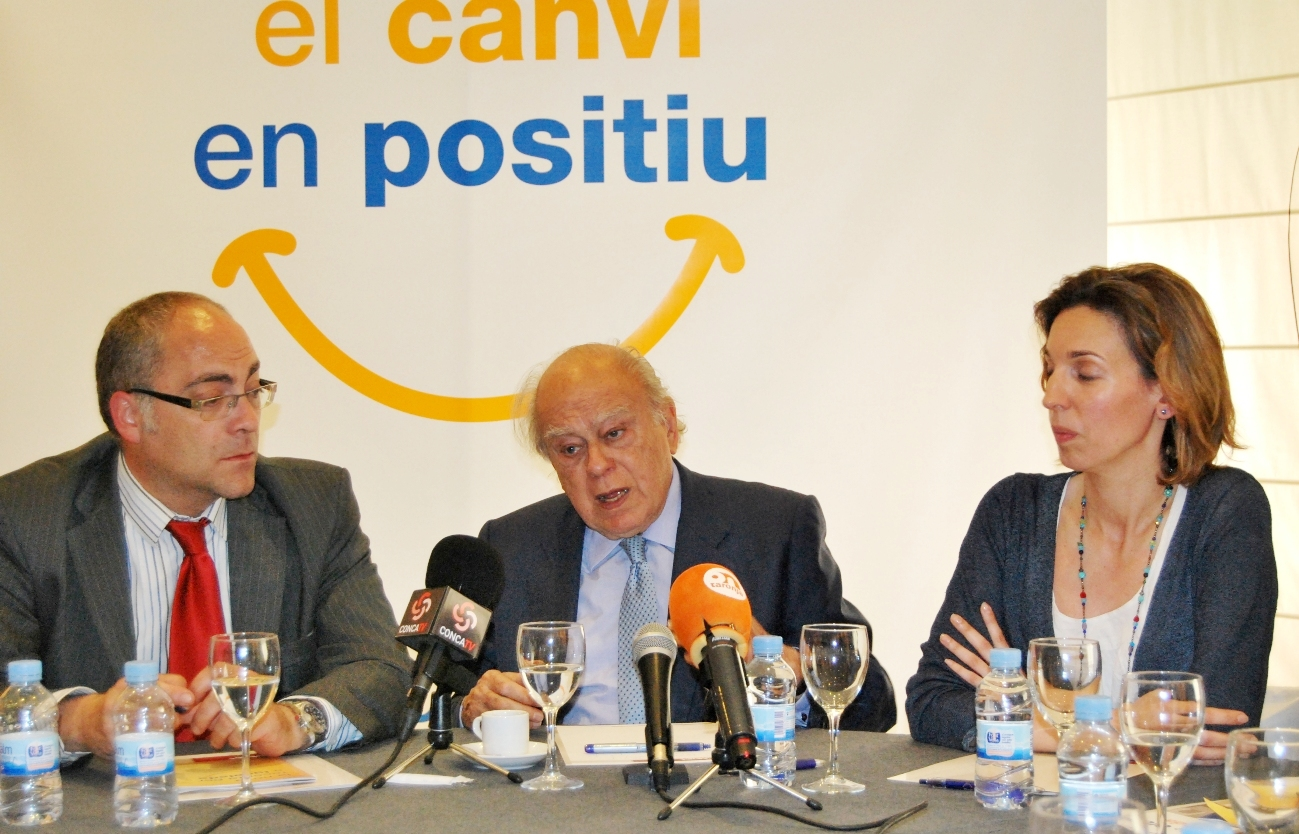
Jordi Pujols tid som talesperson för partiet CDC tog slut 2014. Här på bild vid kommunalvalen 2011.

## Skandalernas inverkan
I början av september 2014 visade opinionsundersökningarna att Pujolskandalerna hade en mätbar inverkan på katalansk politik och den allmänna opinionen. Den katalanska dagstidningen El Periódico de Catalunya presenterade en undersökning där 55 procent av de röstberättigade i Katalonien ansåg att skandalerna skulle inverka negativt på den kommande folkomröstningen. I en undersökning gjorde av Madridbaserade El País ansåg 54 procent av katalanerna att korruptionsskandalerna skulle inverka negativt på självtständighetsrörelsen. 78 procent av de svarande i El Periódico-enkäten trodde att Pujolfamiljen regelmässigt skaffat sig illegala inkomster genom olika statliga kontrakt. Inför La Diada (Kataloniens nationaldag den 11 september) och novemberomröstningen ägnade sig de större katalanska partierna åt att se över sina politiska strategier.
Pujols gamla parti både välkomnade (och begränsade) hans vittnesbörd inför det regionala parlamentet och ansåg att hans kritiker genom undersökningarna ville kamma hem politiska vinster. Genom dess offentliga uttalanden försökte partiet se optimistiskt på framtiden och möjligheterna att kunna genomföra den planerade (rådgivande) folkomröstningen, trots att Spaniens författningsdomstol förklarat den ogiltig. Regionpresident Mas fick därmed en svårare uppgift att hålla samman regeringskoalitionen i en skandalernas tid som både krävde lagliga åtgärder och demokratisk insyn.
5 september 2014 meddelade Centre d'Estudis Jordi Pujol (Pujols center för samhällsstudier) att institutionen skulle upplösas. Centret hade sedan hans pensionering varit Pujols främsta bidrag till det katalanska kulturlivet genom att sponsra olika akademiska aktiviteter med koppling till etik och sprida hans politiska filosofi. I samband med skandalerna upphörde det katalanska regionstyret och andra med sitt stöd till centret, vilket också undergrävde dess möjlighet att leva vidare.

## Utmärkelser
- Gyllene olympiska orden,  1992[32]
- Hedersdoktor vid université Toulouse I - Capitole,  2 oktober 1992[33]
- Baden-Württembergs förtjänstorden,  1994
- Officer av Quebecs nationalorden,  1996[34]
- Hedersdoktor vid Lyon-II-universitetet,  24 juni 1999[35]
- Storkors av Ouissam Alaouite-orden,  2001[36]
- Hedersdoktor vid Université Paris 8,  2005[37]
- Hedersdoktor vid Universitat Oberta de Catalunya,  9 juni 2006[38]
- Generalitat de Catalunyas guldmedalj,  2007
- Canigó-priset,  2011[39]
- Storkorsriddare av Republiken Italiens förtjänstorden
- Storkors av Kronorden
- Riddare av Hederslegionen

[Redigera Wikidata]

## Källhänvisningar
Den här artikeln är helt eller delvis baserad på material från engelskspråkiga Wikipedia, 7 november 2014.
1. ↑  Mall:Cita libro
2. ↑  ”A biography of Jordi Pujol - Activist” (på engelska). www.jordipujol.cat. Arkiverad från originalet den 8 maj 2013. https://web.archive.org/web/20130508204800/http://www.jordipujol.cat/en/jp/activista. Läst 17 januari 2014.
3. ↑  ”Arkiverade kopian” (på spanska). La Vanguardia. 19 maj 2010. Arkiverad från originalet den 14 december 2014. https://web.archive.org/web/20141214115500/http://www.lavanguardia.com/politica/noticias/20100519/53930989938/pujol-rememora-los-fets-del-palau-la-primera-victoria-radical-del-catalanismo-en-1960.html. Läst 17 november 2014.
4. ↑  "Memòries del doctor Biodramina", s. 213. Google Books. Läst 17 november 2014. (katalanska)
5. ↑  "Jordi Pujol: en nombre de Cataluña", s.  135. Google Books. Läst 17 november 2014. (spanska)
6. ↑  Intervju (tid: 10:40) under programmet Els Matins i katalanska [[TV3 (Katalonien)|]], tillägnat "Les memòries del doctor Biodramina, un repàs a la medicina d'abans". TV3.cat. Läst 17 november 2014. (katalanska)
7. ↑  ”Jordi Pujol habla en el Auditorio CAM de Alicante sobre el eje Mediterráneo y su fuerte convicción europeista” (på spanska). www.cam.es. 18 januari 2010. Arkiverad från originalet den 24 mars 2012. https://web.archive.org/web/20120324111643/http://saladeprensa.cam.es/Noticias/Paginas/noticia.aspx?IDN=2873. Läst 17 november 2018.
8. ↑  Martínez, Félix; Oliveres, Jordi (på spanska). Jordi Pujol: en nombre de Cataluña. Editorial Debate. Sid. 432. ISBN 84-8306-599-1. Läst 17 november 2014.
9. 1 2  ”Ja no podem esperar res de l’Estat espanyol” (på katalanska). Avui. 16 maj 2010. http://www.avui.cat/noticia/article/3-politica/17-politica/271353--ja-no-podem-esperar-res-de-lestat-espanyol-.html. Läst 17 november 2014.
10. ↑  Enqvist, Inger (2013-01-23): "Splittringen bidrar till Spaniens kris". Svd.se. Läst 17 november 2014.
11. ↑  ”Jordi Pujol: "Estem exclosos del projecte global espanyol"” (på katalanska). Avui. 24 april 2010. Arkiverad från originalet den 26 april 2010. https://web.archive.org/web/20100426105724/http://www.avui.cat/cat/notices/2010/04/jordi_pujol_estem_exclosos_del_projecte_global_espanyol_95842.php. Läst 17 november 2014.
12. ↑  "Montoro atribuye el anuncio de Pujol a las actuaciones "ya iniciadas" por Hacienda". Lavanguardia.com, 2014-07-28. Läst 17 november 2014. (spanska)
13. 1 2  Valls, Francesc (2014-07-26): "Dinastía Pujol". Elpais.com. Läst 17 november 2014. (spanska)
14. ↑  Navarro, Mayka (2014-07-29): "El juez Ruz imputa a Jordi Pujol Ferrusola por presunto blanqueo y delito fiscal". Elperiodico.com. Läst 17 november 2014. (spanska)
15. ↑  ”Mas anuncia que Pujol renuncia a su sueldo y su oficina como expresidente de la Generalitat” (på spanska). Europa Press. 29 juni 2014. http://www.europapress.es/nacional/noticia-mas-anuncia-pujol-renuncia-sueldo-oficina-expresidente-generalitat-20140729112408.html.
16. ↑  Europa Press (2014-07-29): "Jordi Pujol deberá comparecer en el Parlament a petición de toda la oposición". Lavanguardia.com. Läst 17 november 2014. (spanska)
17. ↑  Blanchar, Clara (2014-07-28): "Mas-Colell sobre la revelación de Pujol: “No debe dañar nada”". Elpais.com. Läst 17 november 2014. (spanska)
18. ↑  EFE (2014-07-29): ”Mas desvincula el caso de Jordi Pujol de la consulta: "Aquí no se para nada"”. Lavanguardia.com. Läst 17 november 2014. (spanska)
19. ↑  Masreal, Fidel (2014-07-29): ”Homs confirma que Pujol no tendrá el título de "Molt Honorable"”. Elperiodico.com. Läst 17 november 2014. (spanska)
20. ↑  EFE (2014-07-29): ”Trias: "La sombra del pujolismo se ha acabado y se abre una nueva etapa"”. Lavanguardia.com. Läst 17 november 2014. (spanska)
21. ↑  Masreal, Fidel (2014-07-29): "Mas pacta con Pujol la retirada de sus atribuciones en CiU y como 'expresident'". Elperiodico.com. Läst 17 november 2014. (spanska)
22. ↑  Mariol Roger/José Manuel Romero (2014-08-01): "Catalan nationalists shun former leader Pujol to save sovereignty process". Elpais.com. Läst 17 november 2014. (engelska)
23. ↑  García, Jesús (2014-07-26): "Pujol defiende el origen lícito del patrimonio de sus hijos". Elpais.com. Läst 17 november 2014. (spanska)
24. ↑  Ríos, Pere (2014-07-12): "Los 15 millones en cinco días de Jordi Pujol Ferrusola y su esposa". Elpais.com. Läst 17 november 2014. (spanska)
25. ↑  Sàlmon, Álex (2014-07-27): ”La obsesión del 'president'”. Elmundo.es. Läst 17 november 2014. (spanska)
26. 1 2  Barrena, Xavier (2014-09-07): "El 55% de catalanes cree que el 'caso Pujol' afectará al 9-N". Elperiodico.com. Läst 17 november 2014. (spanska)
27. ↑  Noguer, Miquel (2014-09-06): "Los catalanes, a favor de acatar la ley". Elpais.com. Läst 17 november 2014. (spanska)
28. ↑  Roger, Maiol (2014-09-02): ”La Generalitat acusa a Montoro de “usar el Estado para fines partidistas””. Elpais.com. Läst 17 november 2014. (spanska)
29. ↑  Roger, Maiol (2014-09-03): "El desaire de Pujol al Parlament ahonda la crisis en Convergència". Elpais.com. Läst 17 november 2014. (spanska)
30. ↑  Roger, Maiol (2014-09-08): "Pujol desmantela su centro de estudios, dedicado a la ética y a los valores". Elpais.com. Läst 17 november 2014. (spanska)
31. ↑  "La fundación de Jordi Pujol anuncia su disolución". Lavanguardia.com, 2014-09-08. Läst 17 november 2014. (spanska)
32. ↑  Olympedia person-ID: 1200077.[källa från Wikidata]
33. ↑  Journal officiel de la République française, läs online.[källa från Wikidata]
34. ↑  läs online, www.ordre-national.gouv.qc.ca .[källa från Wikidata]
35. ↑  Journal officiel de la République française, läs online.[källa från Wikidata]
36. ↑  läs online, elpais.com  .[källa från Wikidata]
37. ↑  läs online, www.univ-paris8.fr , läst: 24 juni 2024.[källa från Wikidata]
38. ↑  läs online, hdl.handle.net .[källa från Wikidata]
39. ↑  läs online, www.uce.cat .[källa från Wikidata]